# David Portilla
David Portilla (Gómez Palacio, Durango, 10 de septiembre de 1933 - Ciudad de México, 10 de enero de 2006) fue un cantante de ópera mexicano.
Portilla debutó a nivel nacional a los 27 años en L'amico Fritz de Pietro Mascagni en el Palacio de Bellas Artes, convirtiéndose en una de las principales voces del elenco operístico nacional de los años 1960, 1970 y 1980. En su repertorio se encuentran obras como: Il Trovatore, Tosca, Turandot, Andrea Chénier, I Pagliacci, Marina (zarzuela) y Aida, por mencionar algunas. También cantó en los Juegos Olímpicos de 1968 en la capital mexicana y en la inauguración de la nueva Basílica de Santa María de Guadalupe.
- Datos: Q5800284